# نورمن هالوز
نورمن هالوز (انگلیسی: Norman Hallows؛ ۲۹ دسامبر ۱۸۸۶ – ۱۶ اکتبر ۱۹۶۸ (aged 81)) ورزشکار دو و میدانی اهل بریتانیا بود.